# Pternopetalum molle
Pternopetalum molle är en flockblommig växtart som först beskrevs av Adrien René Franchet, och fick sitt nu gällande namn av Hand.-mazz. Pternopetalum molle ingår i släktet Pternopetalum och familjen flockblommiga växter.

## Underarter
Arten delas in i följande underarter:
- P. m. dissectum
- P. m. molle